# Quảng trường Naqsh-e Jahan
Quảng trường Naqsh-e Jahan (tiếng Ba Tư: میدان نقش جهان Maidān-e Naghsh-e Jahān; dịch là: "Hình ảnh của Quảng trường Thế giới"), còn được gọi là Quảng trường Shah (میدان شاه) hoặc Quảng trường Imam là một quảng trường nằm ở trung tâm thành phố Isfahan, Iran. Được xây dựng từ giữa năm 1598 và 1629, ngày nay nó là một di tích lịch sử quan trọng và là một Di sản thế giới được UNESCO công nhận. Quảng trường có chiều rộng 160 mét (520 ft) và dài 560 mét (1.840 ft), tổng diện tích là 89.600 mét vuông (964.000 foot vuông). Bao quanh quảng trường là các tòa nhà có từ thời kỳ Nhà Safavid. Phía nam quảng trường là Thánh đường Hồi giáo Shah, phía tây là cung điện Ālī Qāpū, phía đông là Thánh đường Hồi giáo Sheikh Lotfollah còn ở phía bắc là Cổng Qeysarie, lối vào chính của chợ Grand Bazaar. Ngày nay, Namaaz-e Jom'eh (Ngày cầu nguyện thứ sáu của Hồi giáo) được ổ chức tại Nhà thờ Hồi giáo Shah. Hình ảnh của quảng trường được mô tả trên mặt trái của tờ 20.000 rial của Iran.

## Lịch sử
Năm 1598, khi Abbas Đại đế quyết định rời đô từ bắc phía tây của thành phố Qazvin tới trung tâm thành phố Isfahan, ông đã khởi xướng những gì sẽ trở thành một trong những kế hoạch vĩ đại nhất trong lịch sử Ba Tư, đó là làm lại hoàn toàn thành phố. Bằng cách chọn một thành phố trung tâm như Isfahan và được nuôi dưỡng bởi sông Zayanderud ("Dòng sông mang lại sự sống") khiến nó như một ốc đảo nông nghiệp mạnh mẽ giữa một khu vực rộng lớn khô cằn, điều giúp thủ đô tương lai của ông tránh được bất kỳ cuộc tấn công nào từ những người Ottoman Turk, đối thủ chính của nhà Safavid và Uzbek, đồng thời cũng đạt được mục đích là kiểm soát tốt vịnh Ba Tư, một tuyến giao dịch quan trọng cho các Công ty Đông Ấn Anh và Hà Lan.
Kiến trúc sư trưởng của kế hoạch quy hoạch đô thị khổng lồ này là Sheikh Baha'i, người đã tập trung phát triển kế hoạch này vào hai hạng mục chính của tổng thể là đại lộ Chaharbagh và Quảng trường Naqsh-e Jahan ("Hình mẫu của Thế giới"). Trước khi Shah Abbas lên nắm quyền, Ba Tư có cơ cấu quyền lực phi tập trung, trong đó các thể chế khác nhau bao gồm cả quân đội Qizilbash và các thống đốc của các tỉnh đều có sự tranh giành quyền lực trong đế quốc. Ông muốn phá bỏ cấu trúc quyền lực này, và việc xây dựng lại Isfahan với tư cách là thủ đô của đế quốc Ba Tư là một bước đi quan trọng trong việc tập trung quyền lực. Tính chất khéo léo của quảng trường hoặc Maidān đó là bằng việc xây dựng nó, Shah Abbas sẽ tập hợp được ba thành phần quyền lực chính của Ba Tư lại ở sân sau của mình. Đó là quyền lực của các giáo sĩ đại diện bởi Masjed-e Shah, quyền lực của các thương nhân đại diện bởi Chợ Hoàng gia Grand Bazaar và tất nhiên là sức mạnh của chính Shah Abbas, đặt tại cung điện Ālī Qāpū.

## Công trình kiến trúc
Quảng trường Hoàng gia Maidān là nơi Shah và mọi người gặp nhau. Được xây dựng như một dãy cửa hàng hai tầng, hai bên là kiến trúc ấn tượng kéo dài lên phía bắc, nơi có Chợ Hoàng gia, khiến quảng trường trở thành nơi giải trí và kinh doanh sầm uất, trao đổi hàng hóa giữa mọi người từ khắp nơi trên thế giới. Vì Isfahan là một điểm dừng quan trọng dọc theo Con đường tơ lụa, hàng hóa từ tất cả các quốc gia văn minh trên thế giới, trải dài từ Bồ Đào Nha ở phương Tây đến Trung Quốc ở phía Đông đã tìm đến tay những thương nhân tài năng, những người biết cách kiếm lợi nhuận tốt nhất từ chúng.
Quảng trường Hoàng gia cũng được ngưỡng mộ bởi những người châu Âu đã đến thăm Isfahan dưới triều đại của Shah Abbas. Pietro Della Valle thừa nhận rằng, vẻ tráng lệ của nó vượt qua cả quảng trường Navona ở quê hương Roma của ông.
Vào ban ngày, phần lớn quảng trường đã bị chiếm dụng bởi các lều và quầy hàng của các thương nhân, những người đã trả tiền thuê hàng tuần cho Chính phủ. Ngoài ra còn có các nghệ sĩ và diễn viên đến đây biểu diễn. Đối với những người đang đói, có sẵn thực phẩm được nấu chín hoặc những lát dưa, và nước miễn phí của những chủ cửa hàng. Mặc dù thức uống chủ yếu ở đây là trà những ở lối vào chợ Hoàng gia vẫn có thể thấy những quán cà phê, nơi mọi người có thể thư giãn với tách cà phê và đồ uống khác.

### Thánh đường Hồi giáo Masjed-e Shah
Công trình nổi bật nhất tại quảng trường có lẽ là Thánh đường Hồi giáo Masjed-e Shah, nơi thay thế Thánh đường Hồi giáo Jameh cũ hơn thực hiện Lễ cầu nguyện thứ Sáu. Để có được điều này, Thánh đường Hồi giáo Shah được xây dựng không chỉ với tầm nhìn vĩ đại, với mái vòm lớn nhất thành phố, thì Sheikh Baha'i còn lên kế hoạch xây dựng một trường tôn giáo và một Thánh đường Hồi giáo sử dụng trong mùa đông nằm ở hai bên của nó.

### Thánh đường Hồi giáo Lotfollah
Trong số bốn cấu trúc bao quanh quảng trường thì Thánh đường Hồi giáo Sheikh Lotfollah nằm đối diện với cung điện là công trình đầu tiên được xây dựng. Mục đích của công trình này là được xây dựng để trở thành Thánh đường riêng cho triều đình, không giống như Masjed-e Shah dành cho công chúng. Chính vì thế mà Lotfollah cũng có kích thước nhỏ hơn và không có bất kỳ một tháp giáo đường nào. Mà cũng vì đó mà rất ít người phương Tây vào thời điểm nhà Safavid cai trị chú ý đến nó, và họ cũng không có quyền vào bên trong. Mãi đến hàng thế kỷ sau, khi cánh cửa được mở ra cho công chúng tham quan, người dân thường mới có thể ngưỡng mộ nỗ lực mà Shah Abbas đã biến nó thành nơi linh thiêng cho những người phụ nữ ở hậu cung của ông, với một công trình tinh xảo, vượt trội so với những công trình khác, bao gồm cả Masjed-e Shah.

### Cung điện Ālī Qāpū
Ālī Qāpū thực tế nằm giữa dãy gian hàng dẫn vào khu nhà ở hoàng gia rộng lớn Safavid Isfahan kéo dài từ Maidan của Naqsh-e Jahan đến đại lộ Chahar Bagh. Tên này được tạo thành từ hai yếu tố, đó là "Ali" trong tiếng Ả Rập để chỉ cao quý và "Qapu" trong tiếng Turk để chỉ cổng hoặc ngưỡng cửa hoàng gia. Chính tại đây, vị quốc vương vĩ đại đã từng chiêu đãi những vị khách quý tộc và các sứ thần nước ngoài. Nó là công trình đồ sộ gồm sáu tầng và cao 48 mét. Trên tầng cao nhất là nơi diễn ra các buổi tiệc hoàng gia với một phòng lớn nhất của cung điện. Trong phòng có rất nhiều họa tiết trang trí và thường được biết đến là phòng âm nhạc khi là nơi diễn ra nhiều buổi biểu diễn âm nhạc khác nhau. Và cũng từ phía trên của phòng trưng bày là nơi người trị vì Safavid xem những buổi thi đấu Polo và Đua ngựa ở phía dưới, bên trong quảng trường.

### Chợ Hoàng gia
Chợ Lớn Isfahan là một khu vực buôn bán lịch sử và là một trong những chợ lớn nhất, lâu đời nhất ở Trung Đông. Mặc dù cấu trúc hiện tại bắt nguồn từ thời Safavid nhưng các phần của nó đã có niên đại hơn 1.000 năm tuổi, dưới thời Triều đại Seljuk. Đó là khu vực có nhiều vòm dài khoảng 2 kilômét lối liền phố cổ với thành phố mới.

## Hình ảnh

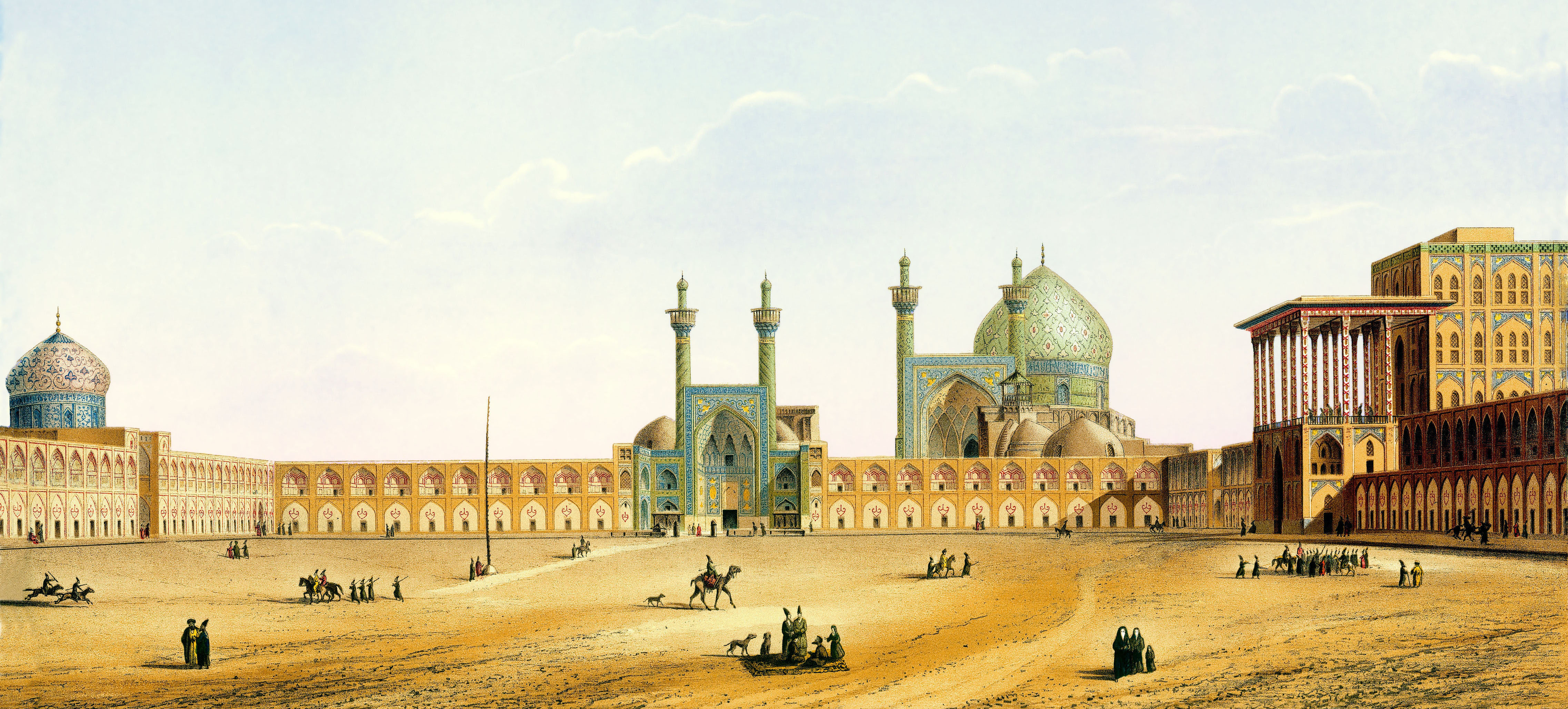
Bản vẽ thế kỷ 19 của kiến trúc sư người Pháp Xavier Pascal Coste, người đến Ba Tư vào năm 1839.
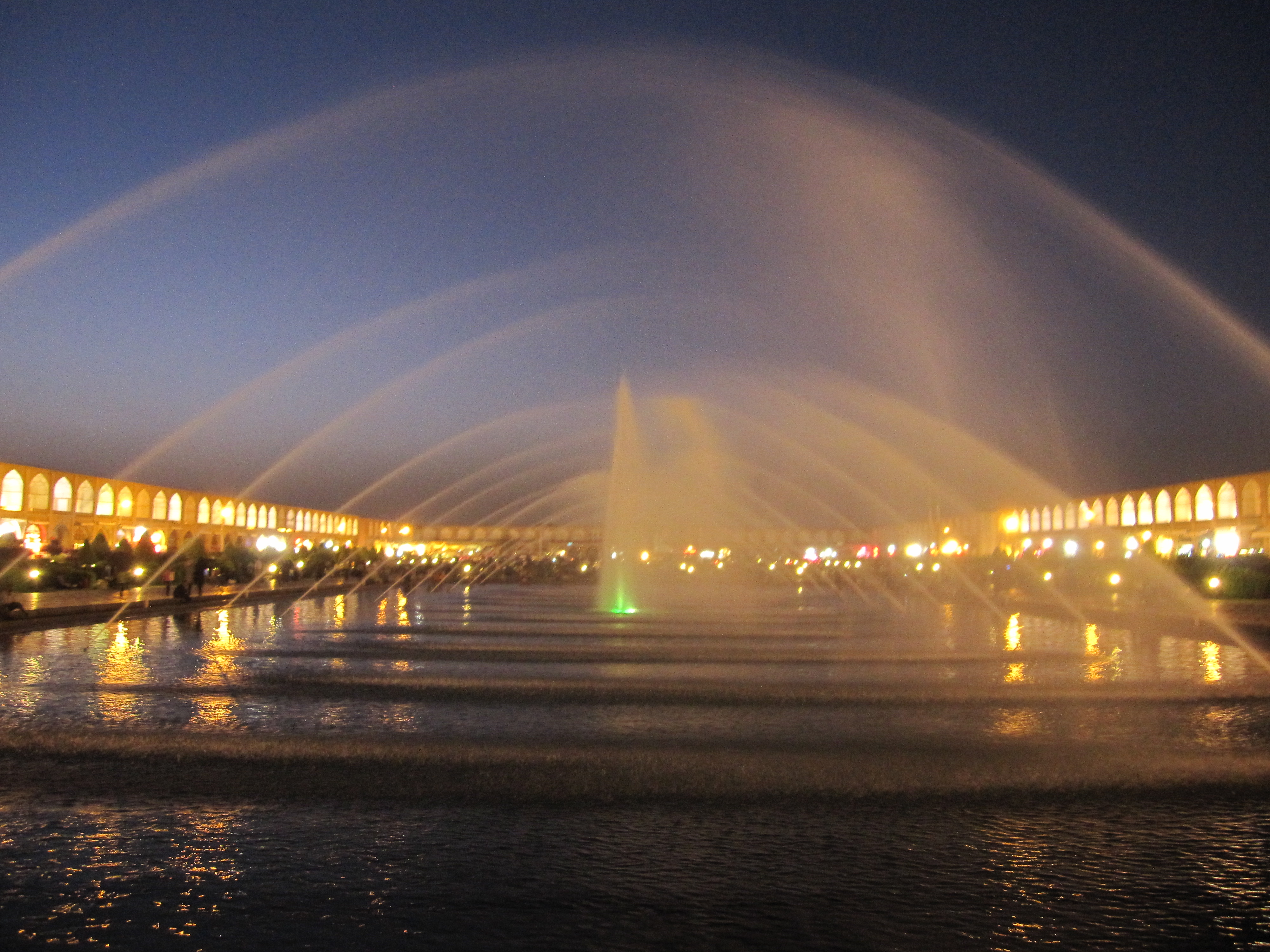
Quảng trường vào ban đêm
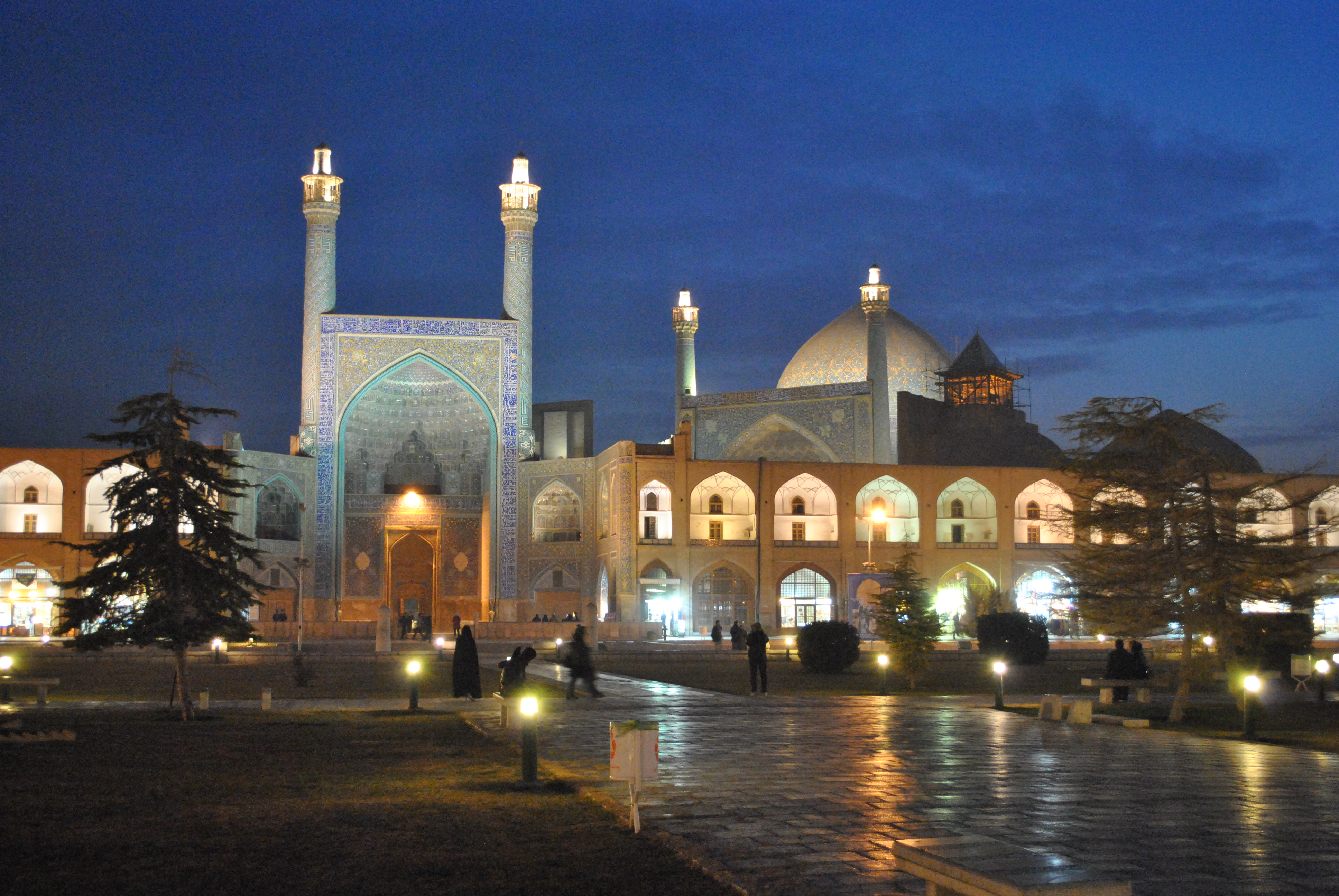
Thánh đường Hồi giáo Shah vào ban đêm
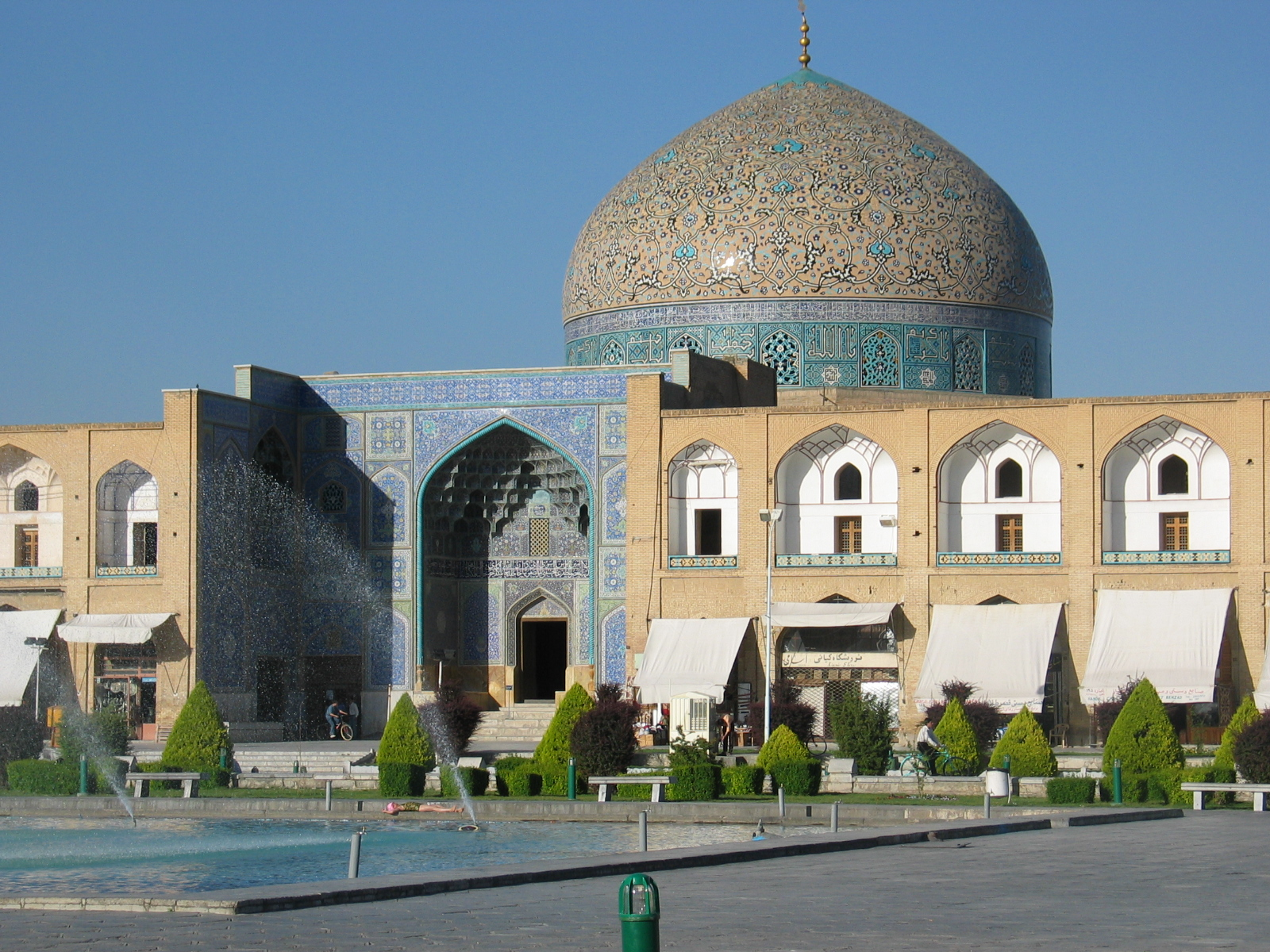
Thánh đường Hồi giáo Lotfollah
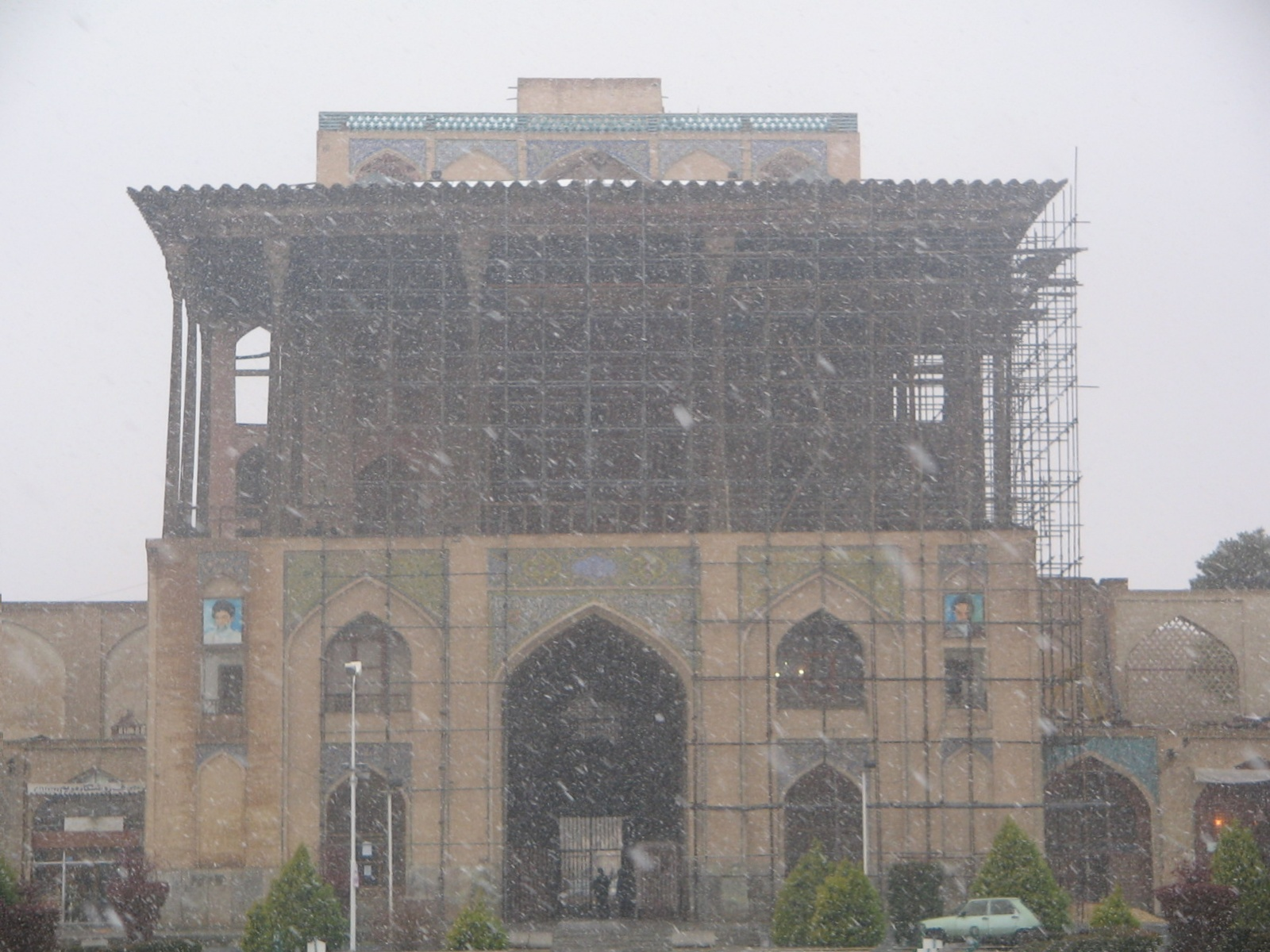
Cung điện Ālī Qāpū, một ngày tuyết rơi
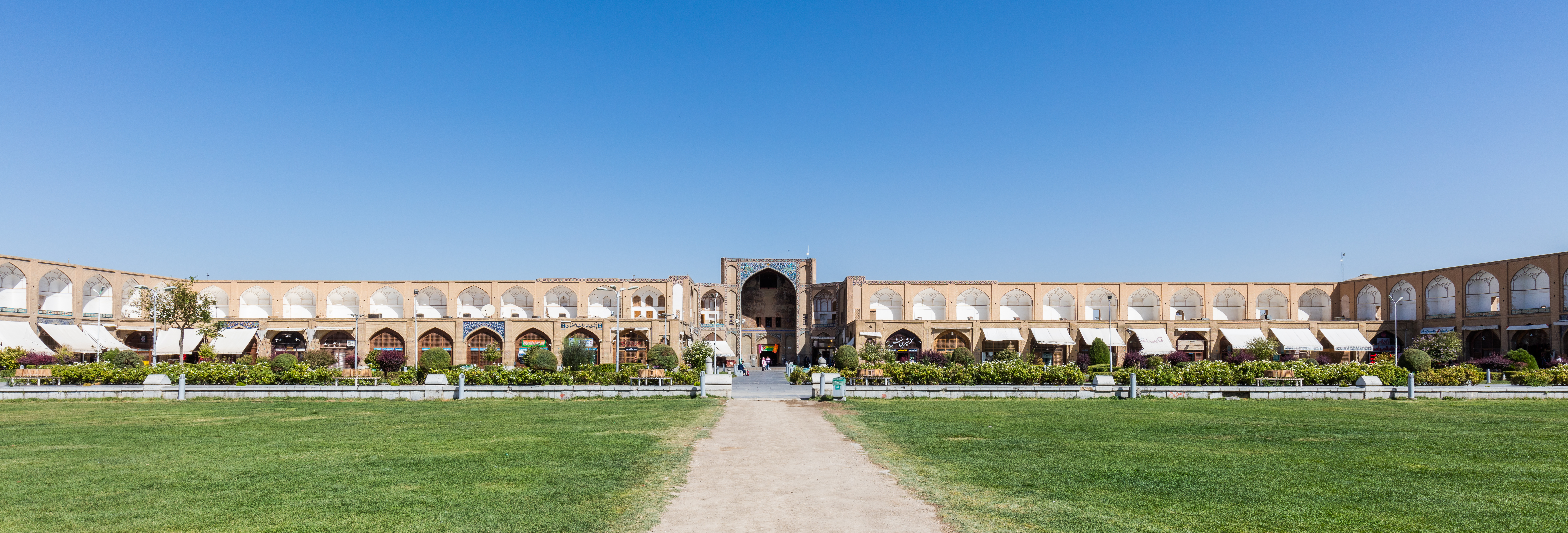
Cổng Keisaria, lối vào chính của Chợ Lớn
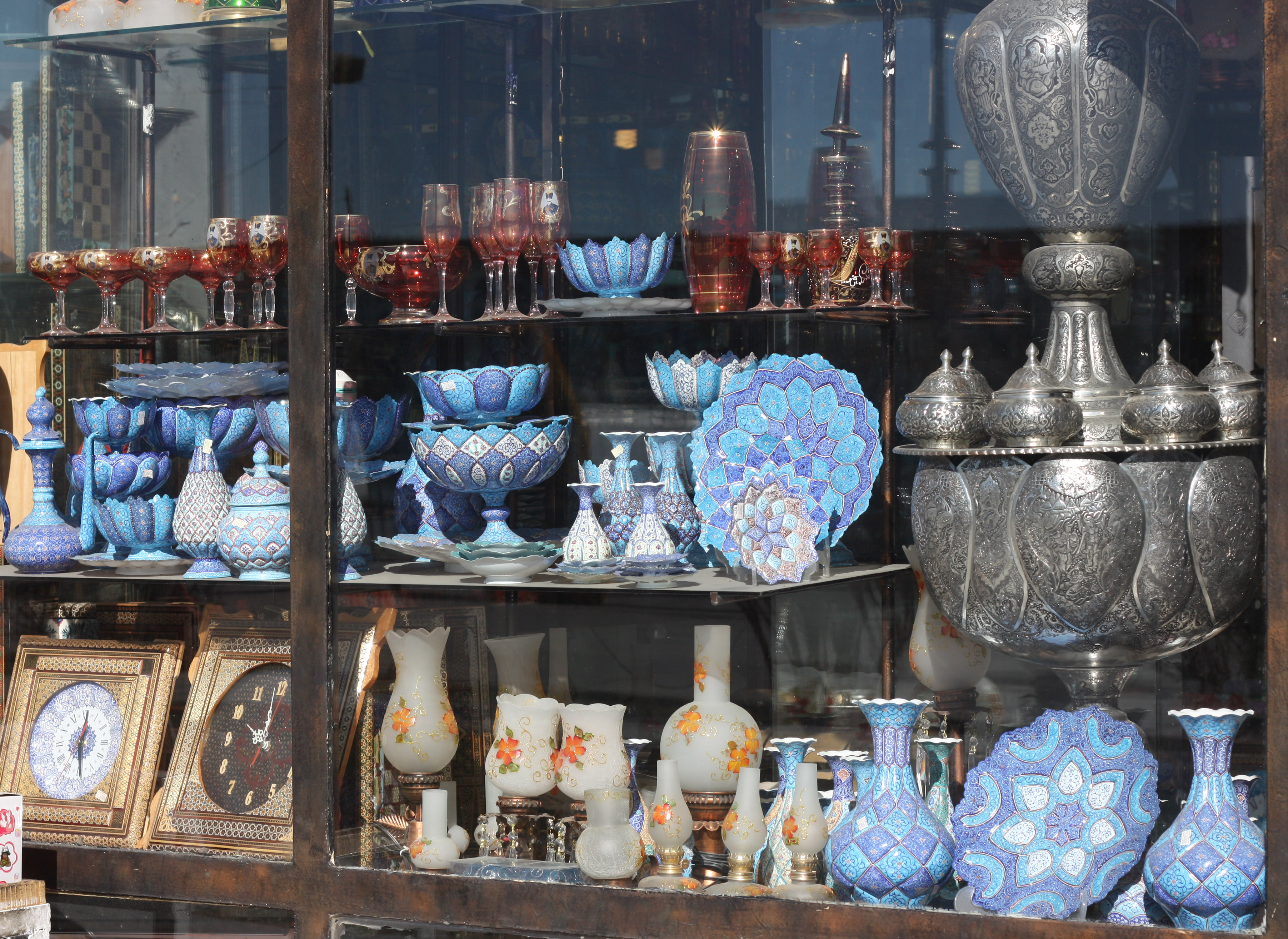
Một cửa hàng thủ công mỹ nghệ trong khu chợ.